# Vincenzo Martini
Vincenzo Martini (Monsummano Terme, 26 maggio 1803 – Monsummano Terme, 17 ottobre 1862) è stato un politico e drammaturgo italiano.

## Biografia
Nato da Ferdinando e Anna Barbolani, fu avviato agli studi presso il Collegio Forteguerri di Pistoia, dove si diplomò con profitto. Assai preparato nelle scienze economiche, fu assunto come segretario al Ministero delle Finanze sotto Leopoldo II, Granduca di Toscana. Lasciò l'impiego nel 1849, con la deposizione del Granduca e l'avvento della repubblica. Ritornato Leopoldo in Firenze, fu nominato ministro delle Finanze e amministratore delle Regie Dogane, incarichi nei quali si dimostrò particolarmente abile e rigoroso.
Morì quasi sessantenne nella sua Monsummano Terme.

## L'attività letteraria
Contestualmente all'attività politica e amministrativa, coltivò elevati interessi letterari. Scrisse:
- Una proscrizione sotto Caterina de' Medici (1841, tragedia)
- Gli educatori (1842, commedia)
- Il marito in veste da camera (1843, commedia)
- I Bagni di Lucca (1844, commedia)
- Il marito e l'amante (1845, commedia)
- Il cavaliere d'industria (1845, commedia)
- Il misantropo in società (1853, commedia)
- La donna di quarant'anni (1853, commedia)
- La strategica di un marito (1858, commedia)
- La morale d'un uomo d'onore (1858, commedia)

## Riconoscimenti
Fu insignito di vari titoli e onori, tra cui quello di 
- Cavaliere di S. Giuseppe di Toscana
- Commendatore dell'Ordine pontificio di S. Gregorio Magno
- Ufficiale della Legion d'onore di Francia
- Ufficiale dell'Ordine del Salvatore di Grecia.